# Conidiobolus
Conidiobolus (лат.) — род грибов семейства Ancylistaceae.

## Описание
Мицелий без перегородок (септ) или со слабо сформированными перегородками. На старом мицелии образуются гифальные тельца неправильной формы. Первичные конидиеносцы простые или дихотомически разветвленные, положительно фототропные, несущие от одной до четырёх первичных конидии. Первичные конидии многоядерные, грушевидной, обратнояйцевидной, шаровидной или почти шаровидной формы. Вторичные конидии меньшего размера, они образуются поодиночке на коротких вторичных конидиеносцах. Хламидоспоры образуются внутри вегетативного мицелия. Зигоспоры образуются путем анизогаметангиогамии с одним или двумя (гомоталлическими или гетероталличными) конъюгирующими сегментами.
Являются почвенными сапротрофами или паразитами бизидиомицетов, насекомых, реже позвоночных, включая человека. Грибок Conidiobolus coronatus поражает слизистую оболочку носа околоносовые пазухи. Заболевание отмечено у сельскохозяйственных рабочих в тропических лесов Западной Африки. Вид Conidiobolus incongruus вызывает редкое заболевание, сопровождающееся поражением перикарда, средостения, легких и некоторых органов пищеварительной системы (печени, пищевода и тощей кишки).

## Классификация
Перечень включаемых видов в состав рода является дискуссионным. Некоторые авторы предлагали включать в Conidiobolus только сапротрофные и условно патогенные виды. На 2020 год в этот род включали 37 видов.